# Pomadasys panamensis
Pomadasys panamensis és una espècie de peix de la família dels hemúlids i de l'ordre dels perciformes.

## Morfologia
Els mascles poden assolir els 39 cm de longitud total.

## Distribució geogràfica
Es troba des del Golf de Califòrnia fins al Perú.